# Volta a Califòrnia 2012

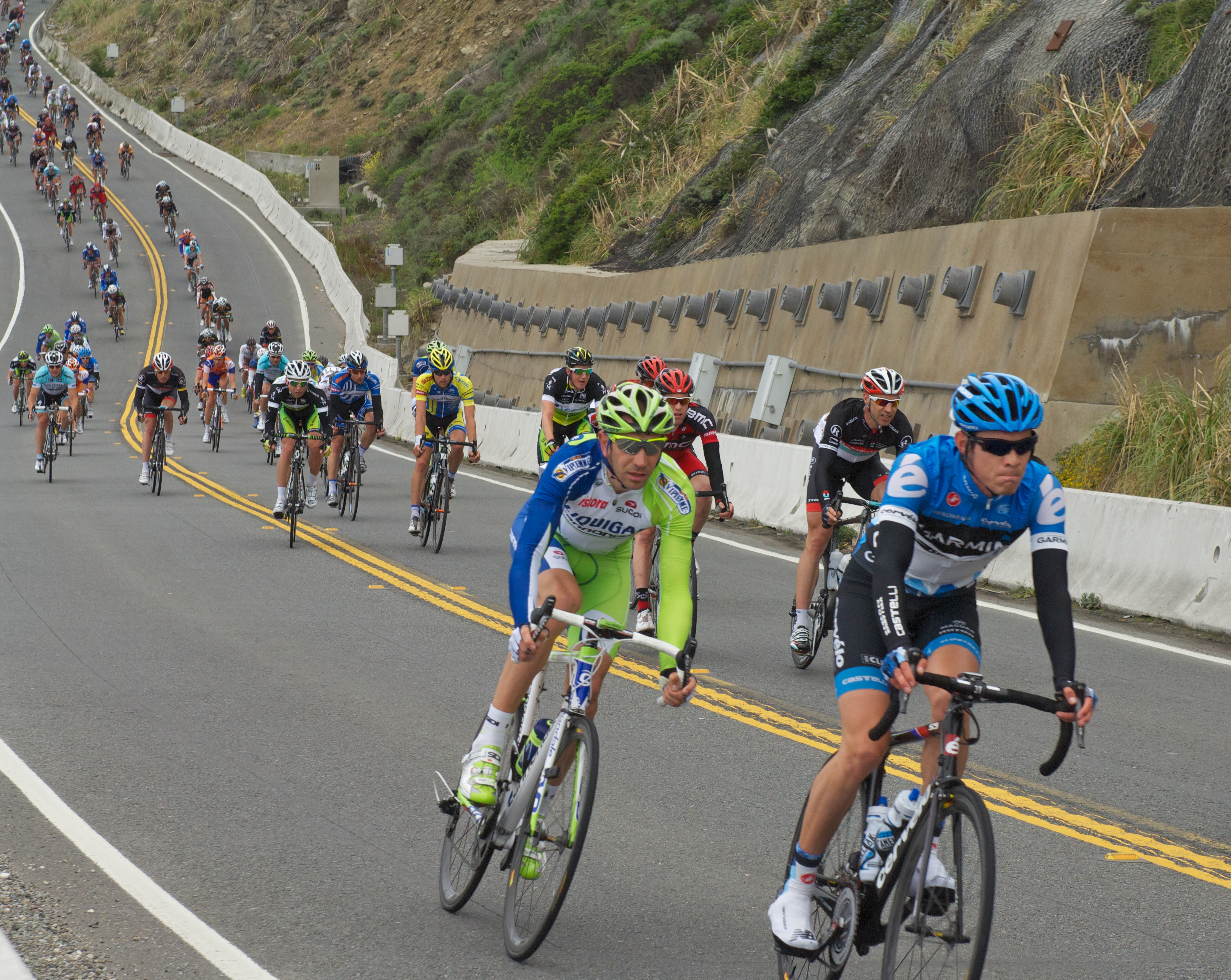
Imatge de la segona etapa de la cursa.

La Volta a Califòrnia 2012, setena edició de la Volta a Califòrnia, es disputà entre el 13 i el 20 de maig de 2012 sobre un recorregut de 1.184,1 km dividits en 8 etapes. La cursa formà part de l'UCI America Tour 2012.
La cursa fou guanyada pel neerlandès Robert Gesink (Rabobank ProTeam), gràcies a la seva victòria en la setena etapa, amb final al Mont Baldy. L'acompanyaren al podi els estatunidenc David Zabriskie i Thomas Danielson, ambdós de l'equip Garmin-Barracuda.
En les classificacions secundàries Sebastian Salas (Optum-Kelly Benefit Strategies) guanyà la muntanya, Peter Sagan (Liquigas-Cannondale) el mallot dels esprints, gràcies a les seves cinc victòries d'etapa, Wilco Kelderman (Rabobank ProTeam) el mallot dels joves i el RadioShack-Nissan la classificació per equips.

## Equips participants
Classificada amb categoria 2.HC de l'UCI Amèrica Tour, la Volta a Califòrnia és oberta als UCI ProTeams amb un límit del 50% dels equips participants, als equips continentals professionals, als equips continentals i als equips nacionals.
La llista dels 16 equips convidats s'anuncià el 13 de març. 8 ProTeams, 4 equips continentals professionals i 4 equips continentals prenen part en la Volta a Califòrnia 2012 :
| Equips ProTour - AG2R La Mondiale - BMC Racing Team - Garmin-Barracuda - Team Jayco AlUla - Liquigas-Cannondale - Omega Pharma-Quick Step - Rabobank ProTeam - RadioShack-Nissan | Equips continentals professionals - Colombia-Coldeportes - Argos-Shimano - SpiderTech-C10 - Unitedhealthcare | Equips continentals - Bissell Cycling - Bontrager Livestrong - Exergy - Optum-Kelly Benefit Strategies |

## Etapes
| Etapes | Data       | Recorregut                  | km    | Vencedor etapa        | Líder general         |
| ------ | ---------- | --------------------------- | ----- | --------------------- | --------------------- |
| 1      | 13 de maig | Santa Rosa - Santa Rosa     | 186,5 | Peter Sagan (SVK)     | Peter Sagan (SVK)     |
| 2      | 14 de maig | San Francisco - Santa Cruz  | 188,5 | Peter Sagan (SVK)     | Peter Sagan (SVK)     |
| 3      | 15 de maig | San José - Livermore        | 185,6 | Peter Sagan (SVK)     | Peter Sagan (SVK)     |
| 4      | 16 de maig | Sonora - Clovis             | 209,5 | Peter Sagan (SVK)     | Peter Sagan (SVK)     |
| 5      | 17 de maig | Bakersfield - Bakersfield   | 29,6  | David Zabriskie (USA) | David Zabriskie (USA) |
| 6      | 18 de maig | Palmdale - Llac Big Bear    | 186,3 | Sylvain Georges (FRA) | David Zabriskie (USA) |
| 7      | 19 de maig | Ontario - Mount Baldy       | 126,0 | Robert Gesink (NED)   | Robert Gesink (NED)   |
| 8      | 20 de maig | Beverly Hills - Los Angeles | 72    | Peter Sagan (SVK)     | Robert Gesink (NED)   |

## Classificacions finals

### Classificació general
|    | Ciclista                 | Equip                   | Temps       |
| -- | ------------------------ | ----------------------- | ----------- |
| 1  | Robert Gesink (NED)      | Rabobank ProTeam        | 30h 42' 32" |
| 2  | David Zabriskie (USA)    | Garmin-Barracuda        | + 46"       |
| 3  | Tom Danielson (USA)      | Garmin-Barracuda        | + 54"       |
| 4  | Tejay van Garderen (USA) | BMC Racing Team         | + 1' 17"    |
| 5  | Fabio Duarte (COL)       | Colombia-Coldeportes    | + 1' 36"    |
| 6  | Levi Leipheimer (USA)    | Omega Pharma-Quick Step | + 2' 13"    |
| 7  | Wilco Kelderman (NED)    | Rabobank ProTeam        | + 2' 30"    |
| 8  | Chris Horner (USA)       | RadioShack-Nissan       | + 2' 49"    |
| 9  | Tiago Machado (POR)      | RadioShack-Nissan       | + 2' 54"    |
| 10 | Pieter Weening (NED)     | Team Jayco AlUla        | + 3' 05"    |

### Classificacions secundàries
|             | Ciclista          | Equip                   | Punts |
| ----------- | ----------------- | ----------------------- | ----- |
| Mallot verd | Peter Sagan       | Liquigas-Cannondale     | 87    |
| 2           | Heinrich Haussler | Garmin-Barracuda        | 54    |
| 3           | Tom Boonen        | Omega Pharma-Quick Step | 29    |

|                | Ciclista        | Equip                          | Punts |
| -------------- | --------------- | ------------------------------ | ----- |
| Mallot vermell | Sebastian Salas | Optum-Kelly Benefit Strategies | 65    |
| 2              | David Boily     | SpiderTech-C10                 | 48    |
| 3              | Darwin Atapuma  | Colombia-Coldeportes           | 27    |

|              | Ciclista        | Equip                | Temps       |
| ------------ | --------------- | -------------------- | ----------- |
| Mallot blanc | Wilco Kelderman | Rabobank ProTeam     | 30h 45' 02" |
| 2            | Joe Dombrowski  | Bontrager Livestrong | + 1' 08"    |
| 3            | Luke Durbridge  | Team Jayco AlUla     | + 2' 33"    |

|   | Equip             | País          | Temps       |
| - | ----------------- | ------------- | ----------- |
| 1 | RadioShack-Nissan | Luxemburg     | 92h 12' 41" |
| 2 | Rabobank ProTeam  | Països Baixos | + 3' 05"    |
| 3 | Team Jayco AlUla  | Austràlia     | + 6' 02"    |

## Evolució de les classificacions
| Etapa | Vencedor        | Classificació general | Classificació dels joves | Classificació de la muntanya | Classificació dels esprints | Més valent      | Més combatiu       | Classificació per equips |
| ----- | --------------- | --------------------- | ------------------------ | ---------------------------- | --------------------------- | --------------- | ------------------ | ------------------------ |
| 1     | Peter Sagan     | Peter Sagan           | Peter Sagan              | David Boily                  | Peter Sagan                 | Levi Leipheimer | Ben Jacques-Maynes | BMC Racing Team          |
| 2     | Peter Sagan     | Peter Sagan           | Peter Sagan              | David Boily                  | Peter Sagan                 | Jeremy Vennell  | Alexandre Geniez   | BMC Racing Team          |
| 3     | Peter Sagan     | Peter Sagan           | Peter Sagan              | Sébastian Salas              | Peter Sagan                 | Wilson Marentes | Jeremy Vennell     | BMC Racing Team          |
| 4     | Peter Sagan     | Peter Sagan           | Peter Sagan              | Sébastian Salas              | Peter Sagan                 | Markel Irizar   | Yannick Eijssen    | BMC Racing Team          |
| 5     | David Zabriskie | David Zabriskie       | Luke Durbridge           | Sébastian Salas              | Peter Sagan                 | no entregat     | no entregat        | Garmin-Barracuda         |
| 6     | Sylvain Georges | David Zabriskie       | Luke Durbridge           | Sébastian Salas              | Peter Sagan                 | Timothy Duggan  | Sylvain Georges    | Garmin-Barracuda         |
| 7     | Robert Gesink   | Robert Gesink         | Wilco Kelderman          | Sébastian Salas              | Peter Sagan                 | Chris Horner    | Darwin Atapuma     | RadioShack-Nissan        |
| 8     | Peter Sagan     | Robert Gesink         | Wilco Kelderman          | Sébastian Salas              | Peter Sagan                 | Robbie McEwen   | Jeremy Vennell     | RadioShack-Nissan        |
| Final | Final           | Robert Gesink         | Wilco Kelderman          | Sébastian Salas              | Peter Sagan                 | no entregat     | no entregat        | RadioShack-Nissan        |